# Scottish Championship
De Scottish Championship is de tweede voetbalafdeling in Schotland in de betaalde mannencompetitie, opgericht in juli 2013 na de afschaffing van de Scottish Football League First Division.

## Statistieken

### Kampioenen
| Seizoen | Club                |
| ------- | ------------------- |
| 2013/14 | Dundee FC           |
| 2014/15 | Heart of Midlothian |
| 2015/16 | Rangers             |
| 2016/17 | Hibernian           |
| 2017/18 | St Mirren           |
| 2018/19 | Ross County         |
| 2019/20 | Dundee United       |
| 2020/21 | Heart of Midlothian |
| 2021/22 | Kilmarnock FC       |
| 2022/23 | Dundee FC           |
| 2023/24 | Dundee United FC    |
| 2024/25 | Falkirk FC          |

### Eeuwige ranglijst
Hieronder overzicht van alle seizoenen tweede klasse. De Championship werd pas in 2013 opgericht, maar de competitie verschilde in wezen niet van degene die het opvolgde. 
- Clubs in het vet spelen in 2025/26 in de First Division

| Club                         | Stad               | /120 | Periode (1893-1915, 1921-1939, 1946-2026) |
| ---------------------------- | ------------------ | ---- | --- |
| Dumbarton FC                 | Dumbarton          | 71   | 1896-1897, 1906-1913, 1922-1939, 1946-1954, 1955-1972, 1975-1984, 1985-1988, 1992-1994, 1995-1996, 2012-2018                                                                              |
| Hamilton Academical          | Hamilton           | 66   | 1897-1906, 1947-1953, 1954-1965, 1966-1986, 1987-1988, 1989-1996, 1997-1999, 2004-2008, 2011-2014, 2021-2023, 2024-2025                                                                   |
| Raith Rovers                 | Kirkcaldy          | 65   | 1902-1910, 1926-1927, 1929-1938, 1946-1949, 1963-1967, 1970-1975, 1976-1977, 1978-1984, 1987-1993, 1994-1995, 1997-2002, 2003-2005, 2009-2017, 2020-....                                  |
| Greenock Morton FC           | Greenock           | 64   | 1893-1900, 1927-1929, 1933-1937, 1938-1939, 1949-1950, 1952-1964, 1966-1967, 1975-1978, 1983-1984, 1985-1987, 1988-1994, 1995-2001, 2007-2014, 2015-....                                  |
| Alloa Athletic               | Alloa              | 59   | 1921-1922, 1923-1939, 1946-1975, 1977-1978, 1982-1984, 1985-1986, 1989-1990, 2000-2001, 2002-2003, 2013-2016, 2018-2021                                                                   |
| Ayr United                   | Ayr                | 59   | 1910-1913, 1925-1928, 1936-1937, 1946-1956, 1957-1959, 1961-1966, 1967-1969, 1978-1986, 1988-1995, 1997-2004, 2009-2010, 2011-2012, 2016-2017, 2018-....                                  |
| Albion Rovers                | Coatbridge         | 53   | 1903-1915, 1923-1934, 1937-1938, 1946-1948, 1949-1975, 1989-1990 |
| Dunfermline Athletic         | Dunfermline        | 53   | 1912-1915, 1921-1926, 1928-1934, 1937-1939, 1946-1955, 1957-1958, 1972-1973, 1975-1976, 1979-1983, 1986-1987, 1988-1989, 1992-1996, 1999-2000, 2007-2011, 2012-2013, 2016-2022, 2023-.... |
| East Stirlingshire FC        | Falkirk            | 52   | 1900-1915, 1921-1923, 1924-1932, 1933-1939, 1948-1949, 1955-1963, 1965-1975, 1980-1982 |
| Cowdenbeath FC               | Cowdenbeath        | 51   | 1905-1915, 1921-1924, 1934-1939, 1946-1970, 1971-1975, 1993-1994, 2010-2011, 2012-2015 |
| Forfar Athletic              | Forfar             | 51   | 1921-1925, 1926-1939, 1949-1975, 1984-1992 |
| Arbroath FC                  | Arbroath           | 51   | 1921-1935, 1946-1959, 1960-1968, 1969-1972, 1975-1980, 2001-2003, 2019-2024, 2025-.... |
| Queen of the South           | Dumfries           | 50   | 1925-1933, 1950-1951, 1959-1962, 1964-1979, 1981-1982, 1986-1989, 2002-2012, 2013-2022 |
| Stenhousemuir FC             | Stenhousemuir      | 47   | 1921-1939, 1946-1975 |
| St. Johnstone FC             | Perth              | 44   | 1912-1915, 1921-1924, 1930-1932, 1946-1960, 1962-1963, 1976-1983, 1984-1985, 1988-1990, 1994-1997, 2002-2009, 2025-....                                                                   |
| Airdrieonians FC             | Airdrie            | 41   | 1894-1903, 1936-1939, 1946-1947, 1948-1950, 1954-1955, 1965-1966, 1973-1974, 1975-1980, 1982-1991, 1993-2002                                                                              |
| East Fife FC                 | Methil             | 41   | 1921-1930, 1931-1939, 1946-1948, 1958-1971, 1974-1978, 1984-1988, 1996-1997 |
| Brechin City                 | Brechin            | 40   | 1929-1939, 1954-1975, 1983-1987, 1990-1991, 1993-1994, 2003-2004, 2005-2006, 2017-2018 |
| Falkirk FC                   | Falkirk            | 40   | 1902-1905, 1935-1936, 1951-1952, 1959-1961, 1969-1970, 1974-1977, 1980-1986, 1988-1991, 1993-1994, 1996-2005, 2010-2019, 2024-2025                                                        |
| Dundee United                | Dundee             | 38   | 1910-1915, 1921-1922, 1923-1925, 1927-1929, 1930-1931, 1932-1939, 1946-1960, 1995-1996, 2016-2020, 2023-2024                                                                              |
| Montrose FC                  | Montrose           | 37   | 1929-1939, 1955-1979, 1985-1987, 1991-1992 |
| Clyde FC                     | Hamilton           | 36   | 1893-1894, 1900-1906, 1924-1926, 1951-1952, 1956-1957, 1961-1962, 1963-1964, 1972-1973, 1975-1976, 1978-1980, 1982-1991, 1993-1994, 2000-2009                                             |
| Partick Thistle              | Glasgow            | 36   | 1893-1897, 1899-1900, 1901-1902, 1970-1971, 1975-1976, 1982-1992, 1996-1998, 2001-2002, 2004-2005, 2006-2013, 2018-2020, 2021-....                                                        |
| St. Bernard's FC             | Edinburgh          | 33   | 1900-1915, 1921-1939 |
| Queen's Park FC              | Glasgow            | 32   | 1922-1923, 1948-1956, 1958-1975, 1981-1983, 2022-.... |
| Leith Athletic               | Edinburgh          | 31   | 1895-1915, 1927-1930, 1932-1939, 1947-1948 |
| Clydebank II                 | Clydebank          | 29   | 1966-1975, 1976-1977, 1978-1985, 1987-1997, 1998-2000 |
| Stirling Albion              | Stirling           | 28   | 1947-1949, 1950-1951, 1952-1953, 1956-1958, 1960-1961, 1962-1965, 1968-1975, 1977-1981, 1991-1994, 1996-1998, 2007-2008, 2010-2011                                                        |
| Kilmarnock FC                | Kilmarnock         | 26   | 1895-1899, 1947-1954, 1973-1974, 1975-1976, 1977-1979, 1981-1982, 1983-1989, 1990-1993, 2021-2022                                                                                         |
| St. Mirren FC                | Paisley            | 24   | 1935-1936, 1967-1968, 1971-1977, 1992-2000, 2001-2006, 2015-2018 |
| Dundee FC                    | Dundee             | 23   | 1938-1939, 1946-1947, 1976-1979, 1980-1981, 1990-1992, 1994-1998, 2005-2012, 2013-2014, 2019-2021, 2022-2023                                                                              |
| Stranraer FC                 | Stranraer          | 23   | 1955-1975, 1994-1995, 1998-1999, 2005-2006 |
| Berwick Rangers              | Berwick-upon-Tweed | 22   | 1955-1975, 1979-1981 |
| Abercorn FC                  | Paisley            | 21   | 1893-1896, 1897-1915 |
| Livingston FC                | Livingston         | 21   | 1974-1975, 1983-1985, 1987-1993, 1999-2001, 2006-2009, 2011-2016, 2017-2018, 2024-2025 |
| Arthurlie FC                 | Glasgow            | 19   | 1901-1915, 1924-1929 |
| King's Park FC               | Stirling           | 18   | 1921-1939 |
| Motherwell FC                | Motherwell         | 16   | 1893-1903, 1953-1954, 1968-1969, 1979-1982, 1984-1985 |
| Inverness Caledonian Thistle | Inverness          | 1 13 | 1999-2004, 2009-2010, 2017-2024 |
| Ayr FC                       | Ayr                | 13   | 1897-1910 |
| Vale of Leven FC             | Alexandria         | 13   | 1905-1915, 1921-1924 |
| Ross County                  | Dingwall           | 13   | 2000-2007, 2008-2012, 2018-2019, 2025-.... |
| Third Lanark                 | Glasgow            | 12   | 1925-1928, 1929-1931, 1934-1935, 1953-1957, 1965-1967 |
| Armadale FC                  | Armadale           | 11   | 1921-1932 |
| Port Glasgow Athletic        | Port Glasgow       | 10   | 1893-1902, 1910-1911 |
| Bo'ness FC                   | Bo'ness            | 10   | 1921-1927, 1928-1932 |
| Hibernian FC                 | Edinburgh          | 9    | 1893-1895, 1931-1933, 1980-1981, 1998-1999, 2014-2017 |
| Airdrieonians                | Airdrie            | 9    | 2004-2007, 2008-2010, 2012-2013, 2023-.... |
| Clydebank I                  | Clydebank          | 8    | 1914-1915, 1922-1923, 1924-1925, 1926-1931 |
| Johnstone FC                 | Johnstone          | 8    | 1911-1915, 1921-1925 |
| Edinburgh City               | Edinburgh          | 8    | 1931-1939 |
| Bathgate FC                  | Bathgate           | 7    | 1921-1928 |
| Heart of Midlothian          | Edinburgh          | 6    | 1977-1978, 1979-1980, 1981-1983, 2014-2015, 2020-2021 |
| Ayr Parkhouse                | Ayr                | 5    | 1903-1904, 1906-1910 |
| Linthouse FC                 | Glasgow            | 5    | 1895-1900 |
| Broxburn United              | Broxburn           | 5    | 1921-1926 |
| Lochgelly United FC          | Lochgelly          | 4    | 1914-1915, 1921-1924 |
| Renton FC                    | Renton             | 3    | 1894-1897 |
| Cowlairs FC                  | Glasgow            | 2    | 1893-1895 |
| Nithsdale Wanderers          | Sanquhar           | 2    | 1925-1927 |
| Rangers FC                   | Glasgow            | 2    | 2014-206 |
| Aberdeen FC                  | Aberdeen           | 1    | 1904-1905 |
| Clackmannan FC               | Clackmannan        | 1    | 1921-1922 |
| Dundee Wanderers             | Dundee             | 1    | 1894-1895 |
| East Stirlingshire Clydebank | Clydebank          | 1    | 1964-1965 |
| Gretna FC                    | Gretna             | 1    | 2006-2007 |
| Northern FC                  | Glasgow            | 1    | 1893-1894 |
| Thistle FC                   | Glasgow            | 1    | 1893-1894 |
| Cove Rangers                 | Aberdeen           | 1    | 2022-2023 |

Airdrieonians · 
Ayr United · 
Dunfermline Athletic · 
Falkirk ·
Greenock Morton · 
Hamilton ·
Livingston ·
Partick Thistle ·
Queen's Park ·
Raith Rovers
Premiership · Championship · League One · League Two · Scottish Cup · Scottish League Cup

Amateurs · Schotse voetbalbond · Nationaal elftal
Albanië · 
Andorra · 
Armenië · 
Azerbeidzjan · 
België (tot 2016 / vanaf 2016) ·
Bhutan ·
Bosnië-Herzegovina (BiH) · 
Bosnië-Herzegovina (RS) · 
Bulgarije · 
Curaçao · 
Cyprus · 
Denemarken · 
Duitsland · 
Engeland · 
Estland · 
Faeröer · 
Finland · 
Frankrijk · 
Georgië · 
Gibraltar · 
Griekenland · 
Hongarije · 
Ierland · 
IJsland · 
Israël · 
Italië · 
Kazachstan · 
Kosovo · 
Kroatië · 
Letland · 
Litouwen · 
Luxemburg · 
Malta · 
Moldavië · 
Montenegro · 
Nederland · 
Noord-Ierland · 
Noord-Macedonië · 
Noorwegen · 
Oekraïne · 
Oostenrijk · 
Polen · 
Portugal · 
Roemenië · 
Rusland · 
Schotland · 
Servië · 
Servië en Montenegro (FR Joegoslavië) ·
Slovenië · 
Slowakije · 
Sovjet-Unie · 
Spanje · 
Tsjechië · 
Tsjecho-Slowakije ·
Turkije · 
Turkse Republiek Noord-Cyprus · 
Wales (Noord) · 
Wales (Zuid) · 
Wit-Rusland · 
Zweden · 
Zwitserland